# クロウリー郡 (コロラド州)
クロウリー郡（クロウリーぐん、英: Crowley County）は、アメリカ合衆国コロラド州の東部に位置する郡である。2010年国勢調査での人口は5,823人であり、2000年の5,518人から5.5%増加した。郡庁所在地はオードウェイ（人口1,080人）であり、同郡で人口最大の町でもある。

## 歴史
クロウリー郡は1911年5月29日に、コロラド州議会によってオテロ郡北部が分離して設立された。それ以前にこの2つの郡はベント郡の一部だった。郡名は設立当時にオテロ郡選出のコロラド州上院議員だったジョン・H・クロウリーに因んで名付けられた。その数十年前、当初の住人はインディアンであり、アメリカ合衆国の西方拡大が進んできたときに、インディアン部族の中でもシャイアン族の数が多かった。
最初にそこそこの開発と定住が行われたのは、東からパイクスピーク・オア・バスト（パイクスピーク、さもなければ破産）と言われたプエブロ市とコロラドの豊富な金鉱原に向けてミズーリ・パシフィック鉄道が開通した1887年のことだった。
郡庁所在地は1890年に設立された町であるオードウェイに置かれ、急速に地域の経済中心になった。現在もミズーリ・パシフィック鉄道沿いにある町としては、オードウェイの他にシュガーシティ、クロウリーとオルニースプリングスがあるが、いずれも人口200人から400人程度である。
その数年後、開発者がアーカンザス川から東に運河を引いた。これはカンザス州の100万エーカー (4,000 km²) におよぶ土地を灌漑する計画だった。運河そのものはクロウリー郡の中で留まったが、それでも運河沿いの57,000エーカー (230 km²) の土地は灌漑された。このことでクロウリー郡は当初豊な農業地帯に変わった。
1970年代までにほぼ全ての水利権は、現在ツインレイクス運河と呼ぶものから、州内フロント山脈回廊の急速に成長する諸都市に水を供給するために売却された。クロウリー郡の経済活動は牧畜に移ってきた。土地の多くは昔のプレーリー、草原の状態に戻されてきた。
クロウリー郡には州刑務所がある。2000年国勢調査で郡人口は5,518人だったが、そのうち1,955人（35.4％）は囚人であり、アメリカ合衆国の郡の中でも最も高い収監囚人の比率になっていた。2010年国勢調査でも同様であり、郡人口5,823人に対して、囚人の数は2,682人（46.1％）とさらに比率が高まっている。

## 地理
アメリカ合衆国国勢調査局に拠れば、郡域全面積は800.33平方マイル (2,072.8 km2)であり、このうち陸地は788.99平方マイル (2,043.5 km2)、水域は11.34平方マイル (29.4 km2)で水域率は1.42％である。

### 隣接する郡
- リンカーン郡 - 北
- エルパソ郡- 北西
- オテロ郡 - 南
- カイオワ郡 - 東
- プエブロ郡 - 西

## 人口動態
以下は2000年の国勢調査による人口統計データである。
| 基礎データ - 人口: 5,518人 - 世帯数: 1,358 世帯 - 家族数: 957 家族 - 人口密度: 3人/km2（7人/mi2） - 住居数: 1,542軒 - 住居密度: 1軒/km5（2/mi2） 人種別人口構成 - 白人: 82.95% - アフリカン・アメリカン: 7.05% - ネイティブ・アメリカン: 2.59% - アジア人: 0.82% - 太平洋諸島系: 0.02% - その他の人種: 4.77% - 混血: 1.81% - ヒスパニック・ラテン系: 22.54% 年齢別人口構成 - 18歳未満: 18.8% - 18-24歳: 9.9% - 25-44歳: 39.6% - 45-64歳: 20.8% - 65歳以上: 10.8% - 年齢の中央値: 37歳 - 性比（女性100人あたり男性の人口） - 総人口: 205.4 - 18歳以上: 240.9 | 世帯と家族（対世帯数） - 18歳未満の子供がいる: 34.5% - 結婚・同居している夫婦: 55.1% - 未婚・離婚・死別女性が世帯主: 11.0% - 非家族世帯: 29.5% - 単身世帯: 25.7% - 65歳以上の老人1人暮らし: 13.0% - 平均構成人数 - 世帯: 2.59人 - 家族: 3.12人 収入と家計 - 収入の中央値 - 世帯: 26,803米ドル - 家族: 32,162米ドル - 性別 - 男性: 20,813米ドル - 女性: 21,920米ドル - 人口1人あたり収入: 12,836米ドル - 貧困線以下 - 対人口: 18.5% - 対家族数: 15.2% - 18歳未満: 23.6% - 65歳以上: 13.5% |

上記人口には1,955人の囚人が含まれ、その内訳は黒人19.23％、ヒスパニック系24.35％となっている。囚人を除外すると、人種別構成比は、白人86.72％、黒人0.36％、ヒスパニック系21.55％となる。囚人人口の対人口比では、国内どの郡よりも高い数字となっている。

## 都市と町
- クロウリー
- オルニースプリングス
- オードウェイ - 郡庁所在地
- シュガーシティ

## 大陸横断自転車道
- トランスアメリカ・トレイル自転車道